# Rasbora tuberculata
Rasbora tuberculata är en fiskart som beskrevs av Kottelat, 1995. Rasbora tuberculata ingår i släktet Rasbora och familjen karpfiskar. Inga underarter finns listade i Catalogue of Life.